# Eupilaria inconsequens
Eupilaria inconsequens is een tweevleugelige uit de familie steltmuggen (Limoniidae). De soort komt voor in het Oriëntaals gebied.